# Varilux
Varilux és una marca comercial propietat d'Essilor Internacional, líder mundial en lents correctores. És usada per designar la primera lent progressiva que va corregir la presbícia, que va ser inventada per Bernard Maitenaz. La lent Varilux es caracteritza per corregir la visió de prop, intermèdia i lluny. La primera versió d'aquesta lent va ser llançada el 1959.

## Història

### La idea
Seguint els passos del seu pare i el seu avi, Bernard Maitenaz es va unir a la  Societé des Lunetiers  (que va esdevenir  Essel  i ara és  Essilor ) el 1948 com un enginyer de recerca, rebent diplomes de l'École Nationale Supérieure des Arts et Métiers  i l'Institut d'Optique .
Va tenir la idea d'una lent progressiva quan es va provar els lents bifocals del seu pare. L'abrupta transició de potència li va resultar anti natural, i va creure que seria més racional utilitzar una lent que pogués corregir la visió llunyana a la part superior de la lent, la visió intermèdia en la zona mitjana i la visió de prop en la part més baixa.
El 2 de març de 1951, Bernard Maitenaz va dipositar un sobre a l'Institut Nacional de la Propietat Intel·lectual a França, el qual incloïa quatre dibuixos i informació mecànica que faria possible la producció d'una lent més moderna. El 25 novembre 1953 Essel va presentar la seva primera patent.

### La primera lent progressiva
Després de patents i càlculs, la lent progressiva -com a concepte- semblava possible, però encara havia de ser fabricada. Maitenaz i el seu equip van començar la producció de la lent progressiva utilitzant una gran varietat de diverses tècniques improvisades, i per 1958, Essel havia desenvolupat la maquinària capaç de poder produir en massa. Després de realitzar exàmens en 46 persones, el gener de 1959, cinc d'elles van donar excel·lents resultats, 29 bons resultats, dos resultats mitjans i 10, resultats pobres.

### La marca Varilux
A prop del llançament del producte, s'havien elaborat nombroses estratègies de preus. La invenció de Maitenaz s'ubicaria entre les lents bifocals de  Essel , la Diachrolux i les seves lents trifocals, la Trilux. Després de moltes pluges d'idees, la lent progressiva de Maitenaz va rebre un nom d'acord amb els altres productes Premium: Varilux. La lent va ser llançada oficialment el maig de 1959, a l'Hotel Lutetia de París.

### Anomenat Internacional
Després del llançament de Varilux,  Essel  elaborar un pla d'internacionalització, que es va dur a terme en la dècada del 1960, incloent els Països Baixos, Alemanya, Regne unit, Estats Units, Canadà, Brasil i Japó.
De vendre 6.000 lents el 1959, es van passar a vendre 2.000.000 el 1969, convertint Varilux en una reeixida aventura, però encara el mercat tenia alguns dubtes sobre el temps d'adaptació de la lent. Mentrestant, es continuava treballant a millorar la invenció original.

### Varilux 2
Al començament de 1969, dues companyies dominaven el Mercat de lents oftàlmiques a França: Essel i Silor. Tot i que ambdues tenien grans innovacions ( Essel  amb Varilux i  Silor  amb el seu material orgànic Orma 1000), no eren grans jugadors del mercat internacional. L'1 de gener de 1972, Essel  i Silor es van fusionar i van formar Essilor. Amb el naixement d'aquesta fusió, Essilor llançar Varilux 2 a Europa, la qual va adoptar un millor disseny en una lent més lleugera, oferint així un millor confort general. Va ser considerada com la major millora del producte original.

### Una nova generació de Varilux
A finals dels anys 80, Essilor es convertia en el major fabricant mundial en la indústria de productes òptics. El 1993, Varilux Comfort va ser llançada al mercat, convertint-se en la lent progressiva més venuda del món. Les noves tècniques de tallat desenvolupades per Essilor van brindar una adaptació molt més ràpida que les generacions prèvies i un major confort visual en totes les posicions.
Finalment, al segle 21, Essilor llançar Varilux Panamic (2002), Varilux Ellipse-Pix (2004), Varilux Physio (2006) i Varilux Ipseo (2008).